# Goudié Sougouna
Goudié Sougouna è un comune rurale del Mali facente parte del circondario di Koutiala, nella regione di Sikasso.
Il comune è composto da 6 nuclei abitati:
- Filima
- Gouan
- Kougnou
- Ouattarla
- Sanguéla (centro principale)
- Sao